# カスター将軍 (映画)
『カスター将軍』（カスターしょうぐん、Custer of the West）は、1967年に公開されたアメリカ合衆国の西部劇映画。1876年に起きたリトルビッグホーンの戦いを、ジョージ・アームストロング・カスターに視点をすえて映画化した作品。監督はロバート・シオドマク。出演はロバート・ショウやジェフリー・ハンターなど。撮影はスペインで行われた。邦題は「カスター将軍」だが、カスターは当時将軍ではない。

## キャスト
※括弧内は日本語吹替（初回放送1976年1月4日『日曜洋画劇場』）
- カスター：ロバート・ショウ（井上孝雄）
- エリザベス夫人（英語版）：メアリー・ユーア
- リノ少佐：タイ・ハーディン（羽佐間道夫）
- ベンティーン中尉：ジェフリー・ハンター（中田浩二）
- フィリップ・シェリダン：ローレンス・ティアニー
- 金鉱夫：マーク・ローレンス
- マリガン：ロバート・ライアン